# رحلة غرامية (فلم)
رحلة غرامية هو فيلم مصري إنتاج عام 1957، من إخراج محمود ذو الفقار.

## قصة الفيلم
يبحث حمدي (شكري سرحان) عن عمل يومياً ولا يجد، ويضطر أن يقدم في وظيفة تشترط أن يكون العاملين بها من العزاب لطبيعة العمل في موقع بعيد عن القاهرة في البحر الأحمر، وذلك على الرغم من زواجه من ابنة خالته نادية (مريم فخر الدين) التي تعمل مدرسة. يسافر حمدي مع صديقه سليمان (محمد الموجي) لاستلام وظيفته الجديدة بصفته غير متزوج، ويقابل ليلى (سميرة أحمد) ابنة مدير معامل الشركة وتقع في حبه، وحاول حمدي أن يصدها ولم يستطع. يقع حمدي بين مشكلتين؛ الأولى تتمثل في زوجته التي يحبها والتي انشغلت في عملها بدون الاهتمام به عندما يزورها في إجازته؛ والمشكلة الثانية في ليلي التي تعوضه الاهتمام. ولاحظت زوجة حمدي انشغال فكره، فصرّح لها أن حياتهما معاً لا يمكن أن تستمر بسبب حبه لليلى، على الرغم من علم زوجته بأنها حامل قبل مقابلته، ومع ذلك لم تخبره طالما سينفصلا.
يتطوع سليمان صديق حمدي لإصلاح الموقف بعد شكوى نادية له رغم علمه بما يشغل صديقه. فاتفق مع نادية أن يثير غيرة حمدي بأن تشاركهم رحلة تضمه وحمدي وليلى وأخيها (أحمد مظهر)، على أن تظهر بأنها أخت حمدي وليست زوجته؛ وذلك لكي تتعرف على أخو ليلى لتثير غيرة زوجها ليرجع عن قراره بالطلاق بعد شهر من مصارحته. وبالفعل أعجب بها أخو ليلى؛ وطلب الزواج، لكنها أخبرته أنها متزوجة وعلى وشك الطلاق. وعندما يتأزم الموقف لدى حمدي ويشعر بالغيرة أدت إلى مشاجرة، اضطر أن يعهد إلى مصارحة ليلى وأخيها بواسطة صديقه سليمان. ويعود حمدي لنادية كما كانا في سابق عهدهما لينتظرا المولود الجديد.

## طاقم التمثيل
- شكري سرحان
- مريم فخر الدين
- سميرة أحمد
- أحمد مظهر
- محمد الموجي
- يوسف فخر الدين
- أنور الشناوي
- عبد المنعم بسيوني
- حسن إسماعيل
- وحيد عزت
- سعاد فوزي
- ثريا فخري
- تهاني شوقي

## روابط خارجية
- مقالات تستعمل روابط فنية بلا صلة مع ويكي بيانات